# Europaflaget
Europaflaget består af 12 gyldne pentagramstjerner i en cirkel på en blå baggrund. Flaget har siden 26. maj 1986 været EU's officielle flag og var fra 8. december 1955 flag for Europarådet.
Flaget kan findes på alle euro-sedler samt på kørekort og nummerplader i de fleste europæiske lande.

## Historie
Oprindeligt var Europaflaget, da det blev valgt af Europarådet 8. december 1955, tænkt som et symbol på hele Europa. Stjernerne var Europas folk i enhed. Rådet besluttede, at antallet af stjerner skulle være 12 med udgangspunkt i stjernetegnene.
11. april 1986 besluttede Europaparlamentet at bruge flaget for det Europæiske Fællesskab (EF), og 26. maj samme år blev det vedtaget. Da EF skiftede navn til Europæiske Union i november 1993 efter vedtagelsen af Maastricht-traktaten, fortsatte brugen af flaget.
Flaget kontrolleres nu i fællesskab af Europarådet og EU. Det er dog fortsat Europarådet, der har immaterialretten til flaget.[kilde mangler]

## Stjerneantallet
Stjernerne står for idealerne om enhed, solidaritet og harmoni blandt Europas befolkninger. De 12 gyldne pentagramstjerner har ikke noget at gøre med antallet af lande i EU. Der var ved valget til Europarådet 15 medlemmer, og det blev foreslået at have et tilsvarende antal stjerner. Men det blev forpurret af Vesttyskland, da et af medlemmerne var Saarland, som både Vesttyskland og Frankrig gjorde krav på. Tallet 12 blev valgt, da det ikke havde nogen politiske overtoner. Tallet symboliserer antallet af stjernetegn, måneder i året, dagens timer, apostlene og flere andre begreber fra den vestlige historie.

## referencer
1. ↑  The European flag, Council of Europe, hentet 8. december 2020
2. ↑  Emblème du Conseil de l'Europe, Council of Europe, 9. december 1955, hentet 8. december 2020
3. 1 2 3 4  Det Europæiske Flag, europa.eu